# Arnold Brunckhorst
Arnold Matthias Brunckhorst (también: Arnold (us ) Melchior , Andreas Matthias , Martín u otras variantes , mientras que él mismo firmó generalmente como Arnoldy Matías) (Celle entre 1670 y 1675 ; fallecido en Hanóver probablemente en 1725) fue un compositor y organista alemán, perteneciente a  la Escuela de órgano alemana del norte. 

## Biografía
Empleado como organista en Hildesheim en 1693, en la cercana iglesia de San Martín entre 1695 y 1697 y luego en la de San Andrés. El 25 de septiembre de 1697 fue nombrado por el duque Jorge Guillermo de Brunswick-Luneburgo organista de la iglesia de San Marien en Celle. Finalmente en 1720 asumió como organista de la corte en Hanóver, donde permaneció hasta su muerte. 
De acuerdo a los registros, además de su rol como intérprete Brunckhorst tomó parte en la construcción de órganos, tanto en Hildesheim como en Hanóver. 

## Obra
Con la firma explícita de Brunckhorst se conserva únicamente un preludio para órgano en Mi menor, unas sonata para clavicordio y dos cantatas. También se considera de su autoría un Preludio en Sol menor atribuido en algún momento a Nicolaus Bruhns.
- Preludio en mi menor para órgano
- Preludio en sol menor para órgano
- Sonata en La mayor , Poco presto para piano o clavecín.
- En Festo Nativitate Cristo Cantata de Navidad a 4 voces y 6 instrumentos.
- Score de Pascua , cantata para 4 voces , instrumentos y bajo continuo.
- La Pasión (partitura no conservada)

Los manuscritos de las obras se pueden encontrar en la Biblioteca Estatal de Berlín.